# Blaniulus serrula
Blaniulus serrula är en mångfotingart som beskrevs av Henri W. Brölemann 1905. Blaniulus serrula ingår i släktet Blaniulus och familjen pärlbandsfotingar. Inga underarter finns listade i Catalogue of Life.